# Gustav von Wulffen (General)

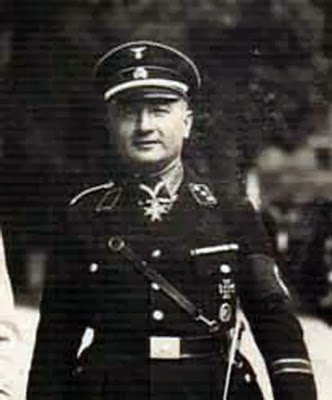
Gustav von Wulffen, hier SS-Untersturmführer

Gustav Adolf von Wulffen (* 18. April 1878 in Gotha; † 4. Mai 1945 in Borkheide) war ein deutscher Generalmajor und SS-Brigadeführer.

## Leben

### Herkunft und Familie
Gustav entstammende dem preußischen Adelsgeschlecht von Wulffen. Er war ein Sohn des preußischen Generalleutnant Ferdinand von Wulffen (1833–1902) und dessen Frau Klara, geborene Hauff (1845–1910).
1924 heiratete Wulffen in Forst die Fabrikantentochter Margareta Cattien, geschiedene von Walcke-Schuldt. Ihr mit in die Ehe gebrachter Sohn Major d. R. Joachim von Walcke-Schuldt (* 1903; † 1944) wurde 1941 adoptiert und führte dann mit seiner Familie den Namen von Walcke-Wulffen.

### Karriere
Wulffen trat nach seiner Erziehung im Kadettenkorps am 13. März 1897 als Sekondeleutnant in das Infanterie-Regiment „Graf Bose“ (1. Thüringisches) Nr. 31 in Altona ein. Von Oktober 1902 bis September 1906 fungierte er als Bataillonsadjutant, wurde am 18. Mai 1907 Oberleutnant und mit der gleichzeitig erfolgten Beförderung zum Hauptmann am 1. Oktober 1912 als Adjutant der 22. Infanterie-Brigade nach Breslau versetzt.
Mit dieser zog Wulffen bei Ausbruch des Ersten Weltkriegs ins Feld und kam an der Westfront bei Longwy erstmals in Kampfhandlungen. Am 3. Mai 1917 wurde er zum Kommandeur des II. Bataillons des Großherzoglich Mecklenburgischen Grenadier-Regiments Nr. 89 ernannt. Während der Frühjahrsoffensive Ende März 1918 konnte Wulffen sich besonders bewähren, wofür ihm am 21. April 1918 die höchste preußische Tapferkeitsauszeichnung, der Orden Pour le Mérite verliehen wurde. Kurz vor Kriegsende wurde Wulffen am 18. Oktober 1918 noch zum Major befördert.
Nach Kriegsende wurde er zunächst als Regierungsrat beim Aufbau des „Landesschutzes“ der Provinzen Ober- und Niederschlesien eingesetzt, jedoch nach dem Kapp-Putsch seines Postens enthoben. Nach verschiedenen Tätigkeiten in der Privatwirtschaft wurde er 1924 Geschäftsführer des Nationalclubs von 1919 in Hamburg.
Wulffen trat Anfang 1931 der NSDAP (Mitgliedsnummer 495.764) und später der SS (Mitgliedsnummer 72.208) bei. September 1933 erhielt er in Zuordnung zum Oberabschnitt Süd (Bayern) die Beförderung zum Sturmführer, Weihnachten 1933 zum Obersturmführer, September 1934 zum Sturmhauptführer, so die damals gängigen Offiziersränge in der SS. Major, also Sturmbannführer, wurde Wulffen 1935, Standartenführer 1936, Oberführer Januar 1937. Am 20. April 1939 erhielt er die Beförderung zum SS-Brigadeführer.
Er war im Stab des Stellvertreters des Führers, Rudolf Heß, zunächst für Beschwerden tätig und übernahm dort später die Leitung der Abteilung II C „Personalangelegenheiten der Partei“. Am 15. November 1937 wechselte er in die Präsidialkanzlei; später wurde er in den Stab des Reichsführers SS versetzt und erhielt bewusst keine weiteren Beförderungen mehr. 1940 war er auch Oberst z. V. und Kommandant von Potsdam. Am Kriegsende übernahm er am 29. März 1945 das Kommando über die Infanterie-Division Potsdam. Diese Division wurde im April 1945 durch alliierte Truppen im Harz zerschlagen. Dabei wurde Wulffen schwer verwundet. Er starb an den Folgen der Verletzung wenige Tage vor Kriegsende.